# Grêmio Esportivo Bagé
Grêmio Esportivo Bagé, ook bekend als kortweg Bagé is een Braziliaanse voetbalclub uit Bagé in de staat Rio Grande do Sul.

## Geschiedenis
De club werd opgericht in 1920 na een fusie tussen 14 de Julho en Rio Branco. Grootste succes in de clubgeschiedenis was het winnen van het staatskampioenschap in 1925. Rivaal van de club is stadsgenoot Guarany.

## Erelijst
Campeonato Gaúcho
1925

## Bekende ex-spelers
- Tupãzinho